# سندرم عصبی فشار بالا
سندرم عصبی فشار بالا (HPNS – که همچنین به عنوان سندرم عصبی پرفشار شناخته می‌شود) یک اختلال در حوزه‌های عصب‌شناسی و فیزیولوژی از دسته اختلالات غواصی است که ممکن است زمانی رخ دهد که یک غواص، زیر عمق تقریبی ۵۰۰ فوت (۱۵۰ متر) با استفاده از مخلوط تنفسی حاوی هلیوم به اعماق فرورود. اثرات تجربه‌شده و شدت آن‌ها به سرعت نزول، عمق و درصد هلیوم موجود در مخلوط تنفسی بستگی دارند.
«لرزش‌های ناشی از هلیوم» در سال ۱۹۶۵ توسط فیزیولوژیست نیروی دریایی پادشاهی بریتانیا، پیتر بی. بنت توصیف شد.
اتحاد جماهیر شوروی، دانشمند جی. ال. زالتسمان در آزمایش‌های خود در سال ۱۹۶۱ اولین گزارش مربوط به این لرزش‌ها را ارائه داد؛ اگرچه این گزارش‌ها تا سال ۱۹۶۷ در دنیای غرب در دسترس قرار نگرفتند.
اصطلاح «سندرم عصبی فشار بالا» برای اولین بار توسط آر. دبلیو. براوئر در سال ۱۹۶۸ به کار رفت تا مجموعه علائم شامل لرزش، تغییرات در نوار مغزی (EEG) و خواب‌آلودگی را که در جریان یک غواصی در محفظه در سطح ۱٬۱۸۹-فوت (۳۶۲-متر) در مارسی بروز می‌کرد، توصیف کند.